# Edith Hannam
Edith Margaret Hannam z domu Boucher (ur. 28 listopada 1878, zm. 16 stycznia 1951 w Kensington) – brytyjska tenisistka, mistrzyni olimpijska.
Na Letnich Igrzyskach Olimpijskich 1912 roku zdobyła dwa złote medale – grze pojedynczej i mieszanej. W 1909 roku, podczas turnieju w Cincinnati, wygrała rywalizację singlową, mieszaną i była w finale debla. W finale singla pokonała Marthę Kinsey, w deblu grała z Juliusem Friebergiem, a w mikście z Lincolnem Mitchellem.